# Carl Oberg
Carl Albrecht Oberg (ur. 27 stycznia 1897 w Hamburgu, zm. 3 czerwca 1965 we Flensburgu) – SS-Obergruppenführer, zbrodniarz nazistowski, jeden z najbliższych współpracowników Reinharda Heydricha oraz Wyższy Dowódca SS i Policji w okupowanej przez III Rzeszę Francji.

## Życiorys
Był synem profesora medycyny, walczył w stopniu oficerskim w I wojnie światowej w trakcie której otrzymał kilka odznaczeń. Po klęsce wstąpił do Freikorpsu, w 1920 brał udział w nieudanym puczu Kappa. Następnie był łącznikiem między niemieckimi organizacjami nacjonalistycznymi a Reichswehrą, pracował też w tym czasie min. jako kupiec i ślusarz. Podczas wielkiego kryzysu stracił pracę, w 1931 wstąpił do NSDAP (czerwiec) i SS (lipiec). Po dojściu nazistów do władzy został szefem Sicherheitsdienst (wywiad SS) w rodzinnym Hamburgu, następnie został przeniesiony na to samo stanowisko do Monachium, gdzie podczas nocy długich noży razem z SS-Stubaf Wernerem Bestem nadzorował działania przeciwko SA, i Berlina. Po sporze z SS-Brif Reinhardem Heydrichem, którego zastępcą był w Berlinie, Oberg dowodził SS w Meklemburgii i Hanoverze, w 1939 został szefem policji Zwickau. We wrześniu 1941 mianowany został Dowódcą SS i Policji w dystrykcie radomskim. Jest on odpowiedzialny za prześladowanie polskich Żydów, a także za terror stosowany wobec pozostałej ludności cywilnej (w tym deportacje do Rzeszy pracowników przymusowych).
5 maja 1942, w związku z coraz aktywniejszą działalnością francuskiego Ruchu Oporu, został skierowany na nowo utworzone stanowisko Wyższego Dowódcy SS i Policji we Francji (na miejsce dotarł 12 maja). Jest jednym z odpowiedzialnych za brutalny terror wymierzony w społeczeństwo francuskie i bojowników Ruchu Oporu oraz zarządzenia dyskryminujące miejscową ludność żydowską (w tym za obowiązek noszenia opaski z żółtą gwiazdą Dawida), a następnie za deportację ok. 75 tysięcy Żydów francuskich do obozów zagłady (przeżyło z nich jedynie kilka tysięcy). Urzędującemu w Paryżu przy 57 boulevard Lannes Obergowi podlegały wszystkie komendantury Sipo-SD i Ordnungspolizei na terenach okupowanej Francji (jego wpływy wzrosły w listopadzie 1942 po zajęciu wolnej strefy). W walce z francuskim podziemiem wydał rozporządzenie uderzające w krewnych zidentyfikowanych bojowników: mężczyźni powyżej 18 roku życia mieli być rozstrzelani, a kobiety deportowane, dzieci natomiast powierzane reedukatorom. Do walki z oddziałami maquis delegował pułki Orpo i policji SS. 20 lipca 1944 razem z dowódcą Sipo-SD we Francji SS-Staf dr Helmutem Knochenem został aresztowany przez uczestników spisku na życie Hitlera, obaj zostali wypuszczeni tego samego dnia po stłumieniu buntu.
18 sierpnia 1944 siły bezpieczeństwa opuściły Paryż. Oberg schronił się w Plainfaing do czasu rozwiązania swojego stanowiska 29 listopada 1944. Otrzymał następnie stanowisko w Grupie Armii Wisła dowodzonej przez RfSS Heinricha Himmlera, później ponownie służył w Monachium. W czerwcu 1945 Oberg został aresztowany przez Amerykanów i skazany przez Trybunał Wojskowy na karę śmierci. Wyroku nie wykonano, gdyż został on w październiku 1946 ekstradowany do Francji i następnie (9 października 1954) ponownie skazany na karę śmierci. Kara ta została jednak najpierw zamieniona na dożywocie w 1958, a następnie już w 1959 zmniejszona do 20 lat pozbawienia wolności połączonego z ciężkimi robotami. W roku 1962, przed podpisaniem francusko-niemieckiego porozumienia o współpracy, Carl Oberg został ułaskawiony przez Prezydenta Francji Charles de Gaulle’a i powrócił do Niemiec, gdzie zmarł w 1965.

## Awanse
- Leutnant – w czasie I wojny światowej (zweryfikowany jako SS-Sturmführer 1 lipca 1933)[5]
- SS-Obersturmführer – 25 września 1933
- SS-Hauptsturmführer – 7 marca 1934
- SS-Sturmbannführer – 15 czerwca 1934
- SS-Obersturmbannführer – 4 lipca 1934
- SS-Standartenführer – 20 kwietnia 1935
- SS-Oberführer – 20 kwietnia 1939
- SS-Brigadeführer i generał-major policji – 20 kwietnia 1942
- SS-Gruppenführer i generał-porucznik policji – 20 kwietnia 1943
- SS-Obergruppenführer i generał policji – 1 sierpnia 1944 (od 10 marca 1945 także generał Waffen-SS)[6]

## Odznaczenia
- Krzyż Żelazny I klasy
- Krzyż Żelazny II klasy
- Krzyż Zasługi Wojennej I klasy
- Krzyż Zasługi Wojennej II klasy
- Krzyż Honorowy za Wojnę Światową 1914-1918

i inne